# Rhinestone
Rhinestone är en amerikansk komedifilm från 1984 i regi av Bob Clark med Sylvester Stallone och Dolly Parton i huvudrollerna.

## Handling
Countrysångerskan Jake slår vad om att hon kan göra vem som helst till countrystjärna. Valet faller på taxichauffören Nick. Det blir en tuff utmaning för dem båda.  

## Musik
Musiken i filmen skrevs av Dolly Parton och framförs av skådespelarna. Stallone sjunger Drinkin'stein och duetten Stay Out of My Bedroom tillsammans med Parton. Parton framför bland annat Tennessee Homesick Blues.

## Rollista i urval
- Sylvester Stallone - Nick Martinelli
- Dolly Parton - Jake Farris
- Richard Farnsworth - Noah Farris, Jakes far
- Ron Leibman - Freddie Ugo, Rhinestones ägare
- Tim Thomerson - Barnett Kale

### Fotnoter
1. ↑  ”Top 10 Dolly Parton Songs” (på engelska). Taste of Country. 10 mars 2012. http://tasteofcountry.com/top-dolly-parton-songs/. Läst 25 maj 2018.